# Kana - Imōto
Kana - Imōto (加奈～いもうと～? lett. Kana - Sorella minore) è una visual novel giapponese pubblicata dalla Digital Object il 25 giugno 1999. Il 25 giugno 2004 è stata pubblicata una seconda versione, dal titolo Kana... Okaeri!! (加奈…おかえり!!? let. "Kana... Bentornata!!"), a cui sono state aggiunte le voci e sono state ridisegnate le immagini da un artista differente. La versione inglese, pubblicata dalla G-Collections, è stata tradotta dalla prima versione, e pubblicata il 2 luglio 2001 con il titolo Kana: Little Sister. Il 7 luglio 2010 è stata pubblicata da Cyberfront una versione per PlayStation Portable, mentre il 26 aprile 2012 è stato pubblicato un box contenente, oltre alla versione PSP del gioco, anche altre due visual novel della Digital Object: Hoshizora☆Planet e Family Project ~Kazoku keikaku~.

## Trama
Takamichi Todo, per gli amici Taka, ha una sorella di nome Kana, due anni più giovane di lei. La ragazza soffre di insufficienza renale, e questa malattia l'ha costretta fin da bambina a sottoporsi a dialisi e a lunghi periodi di degenza in ospedale. Taka, che fino alle elementari disprezzava la sorella, provando gelosia per le attenzioni che riceveva dai genitori, un giro capì quanto fragile fosse la sorella, e comprese che fosse suo dovere proteggerla, in qualità di fratello maggiore.

## Modalità di gioco
Come la maggior parte delle visual novel, la giocabilità di Kana - Imōto consiste nel leggere il testo accompagnato dalle immagini dei personaggi e da fondali fissi, effettuando alcune scelte che andranno a influenzare la storia.
Come è intuibile dal titolo, il gioco ruota intorno alla figura di Kana, ed ogni finale è incentrato sulla sua figura. Il gioco possiede due diversi filoni narrativi, che si dividono grossomodo poco oltre la metà del gioco, ognuno dei quali sfocia in tre diversi finali. Esiste un solo finale totalmente positivo tra questi sei, ma gli altri cinque non sono "Bad Ending", bensì finali alternativi o "normali". Il vero finale, quello positivo, è accessibile solo dopo aver completato il "Normal Ending". Completando invece il finale "Living Now", iniziando una nuova partita è possibile accedere ad una sorta di epilogo per esso.
Lista dei finali:
1. Best Ending: "The Very Best Farewell"
2. Normal Ending: "Recollecting Moment"
3. Yumi Ending: "Out of the Maze"
4. Intellectual Ending 1: "Snow"
5. Intellectual Ending 2: "Memories"
6. Intellectual Ending 3: "Living Now"

## Personaggi
Takamichi Todo (藤堂 隆道?, Tōdō Takamichi)
Il protagonista del gioco. Taka dalle elementari ha sempre supportato Kana in ogni modo che le fosse possibile, tanto che lei è diventata molto attaccata al fratello.
Kana Todo (藤堂 加奈?, Tōdō Kana)
È l'eroina principale del gioco, sorella di Taka. Ha una personalità molto timida e a causa dei suoi lunghi periodi di assenza non ha molti amici. È molto attaccata al fratello, che le fa visita molto spesso in ospedale.
Yumi Kashima (鹿島 夕美?, Kashima Yumi)
È una ragazza che ha la stessa età di Taka e sua compagna di classe alle elementari. Taka era innamorato di lei, ma quando lei si prese gioco dei suoi sentimenti, lui decise di non avere più a che fare con la ragazza. Col passare degli anni, Yumi ripparve nella sua vita, come se il destino li avesse legati.
Miki Kondo (近藤 美樹?, Kondō Miki)
È un'infermiera dell'ospedale che si è sempre occupata di Kana, fin da quando era bambina e lei aveva appena iniziato a lavorare. Ormai considera Kana e Taka come dei fratelli minori.
Yuta Ito (伊藤 勇太?, Itō Yūta)
È uno dei compagni di classe di Kana quando era alle medie. Inizialmente si prendeva gioco di lei per le sue assenze, ma in seguito cominciò a sviluppare dei sentimenti per lei, cominciando a difenderla dai bulli che la prendevano di mira. Col passare del tempo tenterà, con scarso successo, di esprimere i suoi sentimenti per lei.
Tomoki Nagase (永瀬  智樹?, Nagase Tomoki)
Un vecchio amico di Taka che conosce fin dalle elementari. È un ragazzo intelligente che studia all'università biologia molecolare.
Ikuro Funatsu (船津 高橋?, Funatsu Ikurō))
Un vecchio amico di Taka che conosce fin dalle elementari. È un ragazzo spensierato che ama lo sport, soprattutto il basket. Dopo la scuola è diventato un uomo d'affari.
Masatoshi Shimoda (下田 正敏?, Shimoda Masatoshi)
Un vecchio amico di Taka che conosce fin dalle elementari. Da bambino era la classica peste ed è sempre stato volgare, ma non è un cattivo ragazzo. Dopo la scuola è diventato un meccanico e si è sposato a soli 19 anni.
Sumako Kirihara (桐原 須磨子?, Kirihara Sumako)
È la zia di Taka e Kana, sorella di loro padre. Ha un cancro al seno allo stadio terminale, e vive quindi in un hospice. Conoscendola, Kana resterà sorpresa da come la zia stia affrontando la morte.
Cana Kirihara (桐原 華名?, Kirihara Cana)
È la figlia di Sumako e cugina di Taka e Kana. Pur possedendo un nome molto simile a quello della cugina, le due hanno caratteri completamente differenti: Cana è allegra, vivace, e ama praticare sport. La ragazza, che per i cugini è come una sorella minore, soffre però di insufficienza epatica.